# Banj brdo
Banj brdo (serb. Бањ брдо; wcześniej Šehitluci, serb. Шехитлуци) – wzgórze w Bośni i Hercegowinie (Republice Serbskiej), w Górach Dynarskich o wysokości 431 m n.p.m. opadające na północ i zachód ku dolinie rzeki Vrbas oraz punkt widokowy i teren rekreacyjny w południowej części Banja Luki.

Na szczycie wzniesienia znajduje się Pomnik poległych żołnierzy Krajiny, dzieło Antuna Augustinčicia poświęcone poległym żołnierzom wojny wyzwoleńczej (1941–1945). Prowadząca do pomnika serpentynowa droga powstała w latach 1932–1933, kiedy w Banja Luce znacząco rozwijała się turystyka. Obecnie kursuje tutaj autobus łączący kompleks pomnikowy z centrum miasta. 
Monument ma 13 metrów wysokości i 24 metry długości. Został odsłonięty 27 lipca 1961 roku. Jako budulec posłużył marmur z wyspy Brač (Chorwacja), który jednak nie nadawał się do stosowania w lokalnym klimacie. Przyczyniło się to do stopniowego rozkładu pomnika przez wilgoć. W latach 80. dokonano rekonstrukcji obiektu, która tylko częściowo zapobiegła pogorszeniu się jego stanu.
Ze szczytu roztacza się widok na Banja Lukę, rzekę Vrbas i okoliczne góry.
Pierwotna nazwa wzgórza – Šehitluci – została zmieniona po II wojnie światowej na Banj brdo ze względu na etymologię dawnej nazwy. Słowo šehitluci pochodzi od tureckiego šehid, które oznacza muzułmańskiego wojownika za wiarę. Według legendy nazwa może być związana z bitwą pod Banja Luką (1737), kiedy to kilku muzułmańskim żołnierzom ścięto głowy i biegli oni potem do dzisiejszego Banj brdo z głowami w dłoniach. Przybyli w końcu do jednego ze źródeł, gdzie zmarli i zostali pochowani na szczycie wzgórza. W domniemanym miejscu ich śmierci, za czasów Banowiny vrbaskiej, wzniesiono piramidę jako pomnik dla poległych i od tego czasu wzgórze nosiło nazwę Šehitluci.